# Helius pallirostris
Helius pallirostris là một loài ruồi trong họ Limoniidae. Chúng phân bố ở miền Cổ bắc.